# Efter regn kommer solsken (musikalbum)
Efter regn kommer solsken är ett studioalbum av det svenska dansbandet Rolandz, släppt 17 juni 2009.
Albumet släpptes senare under 2009 även i Norge.
Många av låtarna på albumet är covers på gamla 50-, 60- och/eller 70-talslåtar med nyskriven svensk text. Låten "Syster Jane" finns även översatt till svenska i en annan version med en annan text. Den versionen är gjord av Bernt Dahlbäck, Sonia Hildings och Kjell Öhman.

## Låtlista
| Nr  | Titel | Låtskrivare                                | Längd |
| --- | --- | ------------------------------------------ | ----- |
| 1.  | "Edda Lee" (Chuck Berry - "You Never Can Tell")                                                                        | Thörnholm, Attlerud, Claus                 | 2:54  |
| 2.  | "Lilla du" (Ricky Nelson - "Mary Lou")                                                                                 | Pitney, Mangiaracina, Attlerud, Gustafsson | 2:36  |
| 3.  | "Nu är det lördag igen" (Flamingokvintetten - "Nu är det lördag igen", original: Sam Cooke - "Another Saturday Night") | Cooke, Sidén                               | 2:28  |
| 4.  | "Good Luck Charm" (Elvis - "Good Luck Charm")                                                                          | Schroeder, Gold                            | 2:17  |
| 5.  | "Syster Jane" (New World - "Sister Jane")                                                                              | Cinn, Chapman, Sundström                   | 3:50  |
| 6.  | "Lycka till med nästa kille" (Dion DiMucci - "Sandy")                                                                  | Di Mucci, Brandt, Sidén                    | 2:55  |
| 7.  | "Blue Blue Moon" | Thörnholm, Attlerud, Claus                 | 2:37  |
| 8.  | "Upp till dans" (med Lasse Stefanz, Scotts, Christer Sjögren och Thorleifs)                                            | Antblad                                    | 3:30  |
| 9.  | "Inga-Lill" | Johansson, Brodin, Gustafsson              | 2:53  |
| 10. | "Ta på di den röda jumpern, baby"                                                                                      | Broberg                                    | 2:25  |
| 11. | "Kalenderflickan" (Neil Sedaka - "Calendar Girl")                                                                      | Sedaka, Greenfeld, Ferneborg, Johan Skog   | 3:06  |
| 12. | "Young World" | Henrik Sethsson, Fuller                    | 3:11  |
| 13. | "Bara jag såg dig" ("Whadda You Do")                                                                                   | Aaltonen, Kallio, Häkkinen, Stanley        | 2:58  |
| 14. | "Orden hon sa" | Thörnholm, Attlerud                        | 2:02  |

## Medverkande
- Producent: Thomas Thörnholm (1, 7), Ludvig Olin (2, 3, 4, 5, 6, 9-14) och Christian Antblad (8)
- Sång: Robert Gustafsson (1-14)
- Piano: Ludvig Olin (1)
- Trummor: Robert Olsson (1-7, 9-13)
- Kastrull: Robert Olsson (10, 12)
- Bas: Niclas Arn (1-4, 7, 10, 13), Per Fjällström (5-6), Bruno Senigh (9, 11)
- Mandolin: Per Fjällström (5)
- Gitarr: Thomas Thörnholm (1, 7), Bengt Andersson (1), Peter Tiverman (2-6, 9-13)
- Andra gitarrsolot: Erik Bernholm (12)
- Orgel: Ludvig Olin (1)
- Altsax: Anders Niska (1, 10, 13)
- Tenorsax: Anders Niska (1, 7, 9, 10, 13)
- Trumpet: Stefan Persson (1, 3, 10)
- Trombon: Stefan Findin (1, 3, 10)
- Bastrombon: Stefan Findin (1)
- Barytonsax: Jonas Wall (1), Viktor Sand (3, 10), Anders Niska (9)
- Kör: Thomas Thörnholm (1), Ludvig Olin (1-4, 5-7, 9-14), Robert Olsson (4), Olle Jönsson (8), Christer Sjögren (8), Thorleif Thorstensson (8), Henrik Strömberg (8)
- Klaviatur: Ludvig Olin (2-7, 9-13)
- Violin och viola: Kerstin Thörn (5)
- Dragspel: Ralf Antblad (8)
- Övriga instrument: Christian Antblad (8)
- Barytongitarr: Per Fjällström

- Inspelad i Confident Music Studio av Erik Bernholm
- Tekniker: Jan Hellman
- Låtarna "Edda-Lee" och "Blue Blue Moon" inspelade i SGV Recording Studio av Fredrik Grenblad

- Mixad av: Erik Bernholm
- Låten "Blue Blue Moon" mixad av Patrik Tibell
- Mastrad av: Dragan Tanasković, Studio Bohus
- Alla stråk- och blåsarrangemang: Anders Niska

- Foto: Peter Knutsson
- Karikatyr av "Roland": Hans Jax
- Kostym: Camila Thulin
- Hår och make-up: David Julio
- Grafik filmisar: Joakim Nordborg
- Grafisk form: Anders Bülund, Forma

- Projektledare RGM: Regina Hedman
- Projektledare Warner Music: Camila Bjering
- Exekutiv producent: Bert Karlsson

## Danzgala
Albumkonvolutet innehöll även ett turnéschema.
- 17 juli 2009: Eringsboda Brunn, Eringsboda, Sverige	Rolandz, Thorleifs, Black Jack
- 18 juli 2009: Sundspärlan, Helsingborg, Sverige	Rolandz, Thorleifs, Date
- 19 juli 2009: Lyngevi Loge, Sätila, Sverige		Rolandz, Matz Bladhs, Bhonus
- 23 juli 2009: Folkets park, Gävle, Sverige		Rolandz, Scotts, Matz Bladhs
- 24 juli 2009: Gräsmyr Loge,, Gräsmyr, Sverige	Rolandz, Martinez, Shake
- 25 juli 2009: Hotell Södra Berget, Sundsvall, Sverige	Rolandz, Martinez, Titanix
- 28 juli 2009: Slottsruinen, Borgholm, Sverige	Rolandz, Lasse Stefanz, Scotts
- 29 juli 2009: Hågelbyparken, Tumba, Sverige	Rolandz, Black Jack, Arvingarna
- 30 juli 2009: Bogberget, Evertsberg, Sverige	Rolandz, Wahlströms, CC & Lee
- 31 juli 2009: Brunnsparken, Örebro, Sverige	Rolandz, Bengt Hennings, Titanix
- 1 augusti 2009: Olstorp, Tidan, Sverige		Rolandz, Bengt Hennings, Titanix

## Listplaceringar
| Lista (2010) | Topplacering |
| ------------ | ------------ |
| Sverige      | 3            |

### Fotnoter
1. 1 2  Dansbandsbloggen 17 juni 2009 - Mariannbloggen hyllar Rolandz nya CD Arkiverad 12 augusti 2010 hämtat från the Wayback Machine.
2. ↑  Dansbandsbloggen 27 juli 2009 - Rolandz lanseras i Norge Arkiverad 12 augusti 2010 hämtat från the Wayback Machine.
3. ↑  Listplacering